# Comuna delegada
Uma comuna delegada é uma divisão administrativa francesa que faz parte de uma comuna nova, e que consta de um perímetro, prefeito delegado e população, cujo censo é atualizar a cada ano pelo INSEE.

## Criação
As comunas delegadas retêm o nome e os limites territoriais das comunas que participam na fusão, excepto nos casos em que na deliberação dos conselhos municipais de ditas comunas, ou no conselho municipal da comuna nova resultante se considere que não são necessárias; sendo possível sua criação, por decisão de ditos conselhos municipais, a partir das comunas que se fundam, bem como a partir da cada uma das comunas sócias que estejam integradas em ditas comunas no momento da criação de dita comuna nova. Neste último caso, as comunas sócias e a comuna nas que estavam ditas comunas sócias passarão todas a ser comunas delegadas.

## Formação
A cada comuna delegada dispõe de:
- Um prefeito delegado, designado pela prefeitura da comuna nova da que faz parte, e que é, a sua vez, oficial do estado civil e da polícia judicial, sendo encarregado da execução das leis e ordens de dita comuna delegada, podendo ademais, receber todas aquelas delegações que lhe concernem.[4][5][6][7]
- Uma prefeitura delegado, que é anexo ao da comuna nova da que faz parte, e no que serão estabelecidos os actos de estado civil que concernem aos habitantes de dita comuna delegada.[8][9]

Eventualmente, se assim o decide a prefeitura da comuna nova, a comuna delegada poderá dispor de um conselho delegado, formado pelo prefeito delegado e vários conselheiros municipais, designados pela prefeitura da comuna nova entre os membros da mesma. Assim mesmo, a comuna nova poderá designar, entre ditos conselheiros municipais quantos tenentes de prefeito considere necessários.

## Concorrências
As concorrências gerais do conselho comunal delegado são as seguintes:
- Distribuir os créditos orçamentas que lhe são delegados pelo conselho municipal da comuna nova sobre a base de um documento orçamental denominado Estado especial da comuna delegada, que são anexados aos orçamentos da comuna delegada. Também decide os créditos de investimento.[12]
- Deliberar sobre a implantação e o programa organizativo de todas as equipas sociais destinados aos habitantes da comuna delegada, cuja realização está subordinada à decisão da prefeitura e de cuja gestão se ocupa a comuna delegada (excepto em casos particulares).[13]
- Designar em seu seio aos representantes da comuna que representá-la-ão nos organismos cujo campo de acção se situe em dita comuna delegada, e nos que a comuna deva ser representado em virtude de qualquer disposição aplicável a estes organismos.[14][15]
- Pedir-se-lhe-á sua opinião nos relatórios e projectos concernentes a assuntos que sejam de aplicativo ou execução prevista total ou parcial em dita comuna delegada.
- Será consultado pela prefeitura da comuna nova sobre toda deliberação do conselho municipal sobre o plano de urbanismo ou qualquer projecto urbanístico que concerne à comuna delegada.
- Será consultado pela prefeitura da comuna nova sobre a subvenção que se lhe atribua a quaisquer organização cuja actividade se realize em dita comuna delegada.[16]
- Pode-lhe ser delegada a gestão de qualquer equipamento de serviço comunal.

O conselho da comuna delegada pode gerir com a prefeitura da comuna nova qualquer assunto da maneira que considere necessária sobre qualquer questão que afecte ou interesse à comuna delegada.

## Outras concorrências
Assim mesmo, às comunas delegadas se lhes aplicam as concorrências secundárias estabelecidas nos artigos seguintes do código geral das colectividades francesas: L2113-2, L2113-11, L2113-12-1, L2113-17, L2113-17-1, L2113-18, L2113-19, L2213-23, L2213-24, L2511-9, L2511-10-1, L2511-11, L2511-12, L2511-13, L2511-18, L2511-19, L2511-20, L2511-21, L2511-22, L2511-23, L2511-24, a quarta linha do artigo L2511-25; os artigos , L2511-26, L2511-28, L2511-29, L2511-30, L2511-31, L2511-32, L2511-33, L2511-41, L2511-43, L2511-44, bem como o artigo 36 da lei nº 82-1169, de 31 de dezembro de 1982, relativo à organização administrativa das Metrópoles de Paris, Marselha, Lyon, e as EPCIs, e que neste caso se aplica dito artigo às comunas delegadas.